# Canggu (Batu Brak)
Canggu is een bestuurslaag in het regentschap Lampung Barat van de provincie Lampung, Indonesië. Canggu telt 1037 inwoners (volkstelling 2010).